# Ferrovia Palermo-Trapani
La ferrovia Palermo-Trapani è l'ideale prosecuzione a ovest della linea costiera Messina-Palermo e collega i due capoluoghi di provincia. Il tratto fra Alcamo Diramazione e Trapani (via Milo) è sospeso all'esercizio a causa di lavori di ammodernamento. Resta in funzione la più lunga via passante da Castelvetrano per il collegamento delle città di Trapani e Palermo.

## Storia
La ferrovia da Palermo per Trapani, della lunghezza di 125,17 km, via Milo e Calatafimi, venne inaugurata il 15 settembre 1937, quando venne aperto all'esercizio il tratto di linea, di 47 km, tra Alcamo Diramazione, Milo e Trapani, lungamente atteso.
Il primo collegamento tra le due città, tuttavia, risale al 1881, quando la Società della Ferrovia Sicula Occidentale inaugurò l'ultimo itinerario intermedio di collegamento.
| Tratto                                | Attivazione       | Attivazione |
| ------------------------------------- | ----------------- | ----------- |
| Palermo-Partinico                     | 1º giugno 1880    |             |
| Castelvetrano-Trapani                 | 10 luglio 1880    |             |
| Partinico-Castellammare del Golfo     | 1º marzo 1881     |             |
| Castellammare del Golfo-Castelvetrano | 5 giugno 1881     |             |
| Alcamo Diramazione-Trapani (via Milo) | 15 settembre 1937 |             |
| Manuale                               |                   |             |

I lavori erano iniziati qualche anno prima, con l'apertura, il 1º giugno 1880, del primo tragitto dalla nuova stazione di Palermo Lolli a Partinico. Un mese dopo, si inaugurava il tratto a sud, collegando Trapani a Castelvetrano. Nel marzo del 1881, la linea ferrata collegava Partinico con Castellammare del Golfo e, infine, il 5 giugno 1881, veniva aperto al traffico ferroviario il percorso trasversale Castellammare del Golfo-Castelvetrano.
La linea completa risultava così di 194,314 km e, fino al 1885, rappresentava un terzo della rete isolana. Il tracciato seguiva la costa da Palermo fino ad Alcamo, raggiungeva - puntando a sud verso l'interno - Mazara del Vallo e da qui riprendeva a correre lungo la costa fino a Marsala e a Trapani. Quella tra Palermo e Trapani non era però la via più breve: lo scopo della ferrovia non era collegare i due capoluoghi, quanto far giungere a Palermo il pesce di Mazara del Vallo e i vini di Marsala. Il traffico viaggiatori tra le località estreme era sempre scarso: solo le pessime condizioni dei collegamenti stradali spingevano chi non poteva farne a meno a fare l'intero viaggio che durava oltre 10 ore.
Fino al 1907, inoltre, non vi era collegamento diretto, per i viaggiatori, tra la stazione terminale della linea Palermo Lolli e la stazione di Palermo Centrale, in quanto le due compagnie ferroviarie erano diverse e nessun accordo era stato previsto al riguardo.
Con il passaggio alle Ferrovie dello Stato, venne progettato il tratto di raccordo e, solo in epoca fascista, si realizzò anche il collegamento più breve, di 47 km, che permetteva l'accorciamento della distanza ferroviaria tra i due capolinea, quasi 70 km. Il progetto, con la tariffa dei prezzo concordati e col Capitolato Speciale d’Appalto, fu approvato dal Consiglio superiore dei lavori pubblici il 30 agosto 1930.
Nel dicembre dello stesso anno, il Ministero delle Comunicazioni dispose la consegna dei lavori alla società concessionaria della costruzione di tutte le ferrovie ricadenti nelle province di Caltanissetta, Trapani e Palermo.
Successivamente, nell’ottobre 1932, si avviarono i lavori per il tronco Ponte Bagni-Bruca e nel novembre del 1933 per il tronco Bruca-Fulgatore.
Alla fine del 1936, il Ministero delle comunicazioni dispose che entro il 31 luglio 1937 la linea doveva essere pronta per aprire all’esercizio.
Grazie ad uno sforzo affannoso da parte della ditta costruttrice e dell’Ufficio Dirigente, si arriva alla meta con alcuni giorni di anticipo, tanto che dei treni militari transitano sulla nuova linea tra il 14 luglio e il 18 agosto 1937. Il Duce Benito Mussolini ha inaugurato la tratta che costituisce "una delle maggiori opere che il Fascismo ha dato alla Sicilia". La nuova tratta comprendeva le stazioni di Calatafimi, Bruca, Ummari, Fulgatore, Erice-Napola, Milo e la fermata di Segesta Tempio.
Il 28 marzo 1941 venne attivato il raccordo fra il Bivio Oreto e la nuova stazione di Palermo Brancaccio.
Il lungo passante traeva, fino a tempo addietro, una certa quantità di traffico viaggiatori e merci, dalla ferrovia Castelvetrano-Porto Empedocle chiusa all'esercizio nel 1987; in seguito a ciò, si è notevolmente ridotto il già poco consistente utilizzo della linea tra Alcamo e Castelvetrano.
Il 22 giugno 2001, nell'ambito dei lavori per l'estensione del servizio ferroviario metropolitano di Palermo, venne elettrificata la tratta da Palermo Notarbartolo a Tommaso Natale e, contemporaneamente, fu attivata la fermata di Palazzo Reale-Orleans, successivamente elevata al rango di stazione.
Nell'ottobre 2001 venne attivata una diramazione da Piraineto all'aeroporto di Palermo-Punta Raisi, lunga 4 km. La tratta da Palermo a Piraineto è elettrificata e a doppio binario. È percorsa dai treni del servizio ferroviario metropolitano di Palermo.
Il 4 ottobre 2010, la tratta da Palermo Centrale a Palermo Notarbartolo venne interrotta per i lavori di raddoppio del binario e parziale interramento della sede. La tratta venne riaperta il 29 dicembre 2011.
Il 25 febbraio 2013, poco dopo le ore 14:00, la circolazione fu sospesa, a tempo indeterminato, tra le stazioni di Alcamo Diramazione e Trapani, a causa di alcuni smottamenti di terreno che interessarono anche la massicciata ferroviaria, istituendo autoservizi sostitutivi, mentre i treni per il capoluogo vennero instradati sul percorso più antico e lungo via Castelvetrano. RFI comunicò l'intenzione di ripristinare la relazione quanto prima, avviando il programma di potenziamento, già previsto dal 2003, dell'intera linea Palermo-Trapani via Milo.

### Progetti di ripristino ed elettrificazione
RFI ha previsto il ripristino del più breve collegamento "via Milo": il progetto definitivo delle opere civili, del costo di 144 milioni di euro, completato e sottoposto al Consiglio Superiore dei Lavori Pubblici il 13/02/2019 è stato approvato; l'istanza di verifica di assoggettabilità a VIA, presentata nell'ottobre del 2019 al Ministero dell'Ambiente, ottenne parere favorevole un anno dopo, nel dicembre del 2020; la Conferenza dei Servizi si concluse positivamente nel luglio del 2021; la gara di appalto fu aggiudicata in data 17 febbraio 2022, ma i lavori iniziarono nell'estate del 2024, con la previsione di completarli in circa 3 anni.
È inoltre finanziato, con 85 milioni di euro (di cui 64 a valere sul PNRR), il completamento dell'elettrificazione tra Cinisi-Terrasini e Trapani, sempre sulla relazione diretta "via Milo". L'intervento si estende per 87 km e prevede la costruzione di quattro nuove sottostazioni elettriche per l'alimentazione dei convogli. In data 7/4/2021 fu presentata l'istanza al Ministero dell'Ambiente e conseguentemente esclusa dalla assoggettabilità a VIA l'opera. Successivamente, in data 15/12/2022 fu pubblicata la gara d'appalto dell'opera; i lavori sono iniziati nell'inverno del 2025.
Principale beneficio di questi interventi di potenziamento è un ipotizzato tempo di percorrenza minimo tra Palermo e Trapani (via Milo) di 1h e 30m con 3 fermate intermedie, circa 50’ in meno rispetto all’attuale itinerario (via Castelvetrano), che porrebbe il treno in concorrenza con gli attuali collegamenti su gomma, che impiegano circa 2 ore.

## Caratteristiche
La pendenza massima è del 22 per mille tra le stazioni di Salemi-Gibellina e Castelvetrano; fra Trapani e Palermo per la via diretta si incontra il 19 per mille fra le stazioni di Trappeto e Partinico. La velocità massima è di 125 km/h in due brevi tratti di circa tre chilometri ciascuno tra Capaci e Carini e tra Carini e Piraineto, ma la velocità della linea è mediamente compresa tra 80 e 90 km/h.
Al 2024, la linea è elettrificata fino alla stazione di Cinisi-Terrasini.

### Potenziamento del nodo di Palermo
Dal 22 febbraio 2008, sono in corso lavori di potenziamento infrastrutturale nella tratta che va da Punta Raisi a Palermo Centrale del nodo ferroviario, nel quale sono coinvolte le linee Palermo-Messina e quella per Trapani. I lavori del passante ferroviario furono inaugurati dal Ministro delle Infrastrutture Antonio Di Pietro e dall'amministratore delegato delle Ferrovie dello Stato Mauro Moretti.
Il piano prevede il raddoppio dei 30 km tra la stazione centrale e la diramazione per l'aeroporto di Palermo-Punta Raisi e l'interramento di 7 km di questo percorso. Il percorso comprende 17 stazioni e 22 fermate.
Il 9 agosto 2018 venne riattivata per collaudo la tratta da Palermo Notarbartolo a Isola delle Femmine, completamente ricostruita e parzialmente interrata; la nuova tratta fu attivata, provvisoriamente, a semplice binario da Palazzo Reale-Orleans a Palermo San Lorenzo e a doppio binario da quest'ultima stazione a Isola delle Femmine.
L'apertura al pubblico avvenne il 7 ottobre 2018.

### Percorso
| Head station |

| Unknown route-map component "hbKRZWae" |

| Unknown route-map component "+d" | Straight track | Unknown route-map component "STR+l" | Unknown route-map component "dCONTfq" |

|  | Straight track | Station on track |

|  | Unknown route-map component "ABZgl" + Unknown route-map component "BS2l" | Unknown route-map component "ABZgr" + Unknown route-map component "BS2c3" |

|  | Unknown route-map component "dSTR" | Unknown route-map component "dKDSTe" | Unknown route-map component "dSTR" |

|  | Unknown route-map component "STR+c2" | Unknown route-map component "BST3" |

|  | Unknown route-map component "ABZg+1" | Unknown route-map component "STRc4" |

| (1+753) |
| 1+753   |

| Unknown route-map component "tHSTae" |

| Unknown route-map component "hbKRZWae" |

| Unknown route-map component "tSTRa" |

| Unknown route-map component "tHST" |

| Unknown route-map component "exKSTRa" + Unknown route-map component "tBHF" |

|  | Unknown route-map component "exKRWl" + Unknown route-map component "tSTR" | Unknown route-map component "exKRW+r" |

| Unknown route-map component "exSTR+l" | Unknown route-map component "etTHSTx" | Unknown route-map component "exSTRr" |

| Unknown route-map component "exdCONTgq" | Unknown route-map component "exABZ2r" | Unknown route-map component "tSTR" + Unknown route-map component "exSTRc3" | Unknown route-map component "+d" |

| Unknown route-map component "exSTRc1" | Unknown route-map component "etKRZ2+4" | Unknown route-map component "exSTRc3" |

|  | Unknown route-map component "tSTR" + Unknown route-map component "exSTRc1" | Unknown route-map component "exBHF+4" |

|  | Unknown route-map component "tHST" | Unknown route-map component "exSTR" |

|  | Unknown route-map component "tSTRe" + Unknown route-map component "exSTRc2" | Unknown route-map component "exSTR3" |

|  | Unknown route-map component "eABZg+1" | Unknown route-map component "exSTRc4" |

| Unknown route-map component "exdCONTgq" | Unknown route-map component "exLSTR+r" | Straight track | Unknown route-map component "+d" |

|  | Unknown route-map component "uSTR+l" | Unknown route-map component "xmKRZhl" | Unknown route-map component "mKRZhr" | Unknown route-map component "uCONTfq" |  |  |

|  | Urban End station + Unknown route-map component "HUBaq" | Unknown route-map component "KBHFxa-L" + Unknown route-map component "HUBq" | Unknown route-map component "BHF-R" + Unknown route-map component "HUBeq" |  |  |  |

| 6+512 |
| 1+687 |

| Unknown route-map component "dCONTgq" | One way rightward | Straight track | Unknown route-map component "+d" |

| Unknown route-map component "tSTRa" |

| Unknown route-map component "etHST" |

| Unknown route-map component "tHST" |

| Unknown route-map component "tSTRe" |

| Stop on track |

| Station on track |

| Stop on track |

| Stop on track |

| Stop on track |

| Stop on track |

| Enter and exit short tunnel |

| Station on track |

| Unknown route-map component "SKRZ-Au" |

| Unknown route-map component "tSTRa" |

| Unknown route-map component "tHST" |

| Unknown route-map component "tSTRe" |

| Unknown route-map component "eBHF" |

| Stop on track |

| Unknown route-map component "exKINTaq" | Unknown route-map component "eABZg+r" |  |

| Station on track |

|  | Unknown route-map component "eABZg2" | Unknown route-map component "exSTRc3" |

|  | Unknown route-map component "tSTRa" + Unknown route-map component "exSTRc12" | Unknown route-map component "exSTR3+4" |

| Unknown route-map component "exSTRc2" | Unknown route-map component "etKRZ3+1" | Unknown route-map component "exSTRc4" |

| Unknown route-map component "exSTR2+1" | Unknown route-map component "tSTR" + Unknown route-map component "exSTRc34" |  |

| Unknown route-map component "exSTRc1" | Unknown route-map component "etKRZ2+4" | Unknown route-map component "exSTRc3" |

|  | Unknown route-map component "SPLa" + Unknown route-map component "PORTALg" + Unknown route-map component "exSTRc1" | Unknown route-map component "exSTR+4" |

|  | Unknown route-map component "vBHF" | Unknown route-map component "exSTR" |

| Unknown route-map component "STR+l" | Unknown route-map component "vSTRr-STR" | Unknown route-map component "exSTR" |

| Enter and exit tunnel | Unknown route-map component "SHI1+l" + Unknown route-map component "exSTRc2" | Unknown route-map component "exSTR3" |

| Stop on track + Unknown route-map component "PORTALf" | Unknown route-map component "eABZg+1" | Unknown route-map component "exSTRc4" |

| Unknown route-map component "tKBHFe" | Straight track |  |

| Unknown route-map component "SKRZ-Au" |

| Station on track |

| Unknown route-map component "SKRZ-Au" |

| Unknown route-map component "eHST" |

| Unknown route-map component "hbKRZWae" |

| Station on track |

| Unknown route-map component "SKRZ-Au" |

| Station on track |

| Unknown route-map component "hbKRZWae" |

| Station on track |

| Unknown route-map component "eHST" |

| Station on track |

| Unknown route-map component "hbKRZWae" |

| Station on track |

|  | Unknown route-map component "ABZgl" | Unknown route-map component "CONTfq" |

| Unknown route-map component "SKRZ-Au" |

| Non-passenger station/depot on track |

|  | Unknown route-map component "eABZgLl" | Unknown route-map component "exLCONTfq" |

| Enter and exit tunnel |

| Unknown route-map component "SKRZ-Ao" |

| Small non-passenger station on track |

| Non-passenger station/depot on track |

| Unknown route-map component "HSTeBHF" + Unknown route-map component "exlHST" |

| Non-passenger station/depot on track |

| Unknown route-map component "HSTeBHF" + Unknown route-map component "exlHST" |

| Unknown route-map component "SKRZ-Au" |

| Non-passenger station/depot on track |

|  | Unknown route-map component "ABZg+l" | Unknown route-map component "CONTfq" |

| End station |

| Continuation backward |

| Station on track |

| Unknown route-map component "CONTgq" | Unknown route-map component "ABZgr" |  |

| Unknown route-map component "SKRZ-Au" |

| Unknown route-map component "eHST" |

| Non-passenger station/depot on track |

| Unknown route-map component "SKRZ-Au" |

| Unknown route-map component "exCONTgq" | Unknown route-map component "eABZg+r" |  |

| Station on track |

| Unknown route-map component "exSHI3+l" | Unknown route-map component "edSHI3gr" |  |

|  | Unknown route-map component "exSTRl" | Unknown route-map component "edKRZu" | Unknown route-map component "exCONTfq" |  |

| Unknown route-map component "SKRZ-Au" |

|  | Unknown route-map component "eABZg+l" | Unknown route-map component "exCONTfq" |

| Station on track |

|  | Unknown route-map component "eABZgl" | Unknown route-map component "exCONTfq" |

| Unknown route-map component "SKRZ-Ao" |

| Station on track |

| Non-passenger station/depot on track |

| Station on track |

| Station on track |

| Stop on track |

| Station on track |

| Unknown route-map component "eHST" |

| Stop on track |

| Station on track |

| Station on track |

| Unknown route-map component "SKRZ-Au" |

| Unknown route-map component "eHST" |

| Station on track |

| Unknown route-map component "CONTgq" | Unknown route-map component "ABZg+r" |  |

| End station |

La linea uscendo dal comune di Palermo immediatamente dopo la fermata di Sferracavallo, segue la linea costiera fino alla stazione di Cinisi-Terrasini, per adentrarsi verso l'interno fino a Partinico, correndo parallela alla statale 113, da Sferracavallo fino a Partinico.
Lasciata la stazione di Partinico punta di nuovo verso la costa correndo parallela alla costa e alla statale 187 fino alla stazione di Castellammare del Golfo, lasciata la quale punta nuovamente verso l'interno raggiungendo la stazione di Alcamo Diramazione, da dove prosegue per Trapani attraverso le due linee di via Milo e via Castelvetrano.

#### Palermo-Piraineto
La linea in uscita dalla Stazione di Palermo Centrale, superato il ponte sul fiume Oreto si separa dalla linea tirrenica per Messina, Agrigento e Catania e all'ex Bivio Oreto in prossimità della Stazione di Guadagna si congiunge alla tratta proveniente da Roccella e Brancaccio, seguendo poi fino a Piraineto il tracciato del passante ferroviario di Palermo, che è la tratta di sottoattraversamento urbano della città di Palermo della linea ferroviaria Palermo-Trapani.
La linea, a doppio binario fino alla Stazione di Palazzo Reale-Orleans, prosegue a binario singolo fino alla Stazione di Palermo Notarbartolo stazione di diramazione per Giachery del servizio ferroviario metropolitano di Palermo e del futuro anello ferroviario di Palermo.

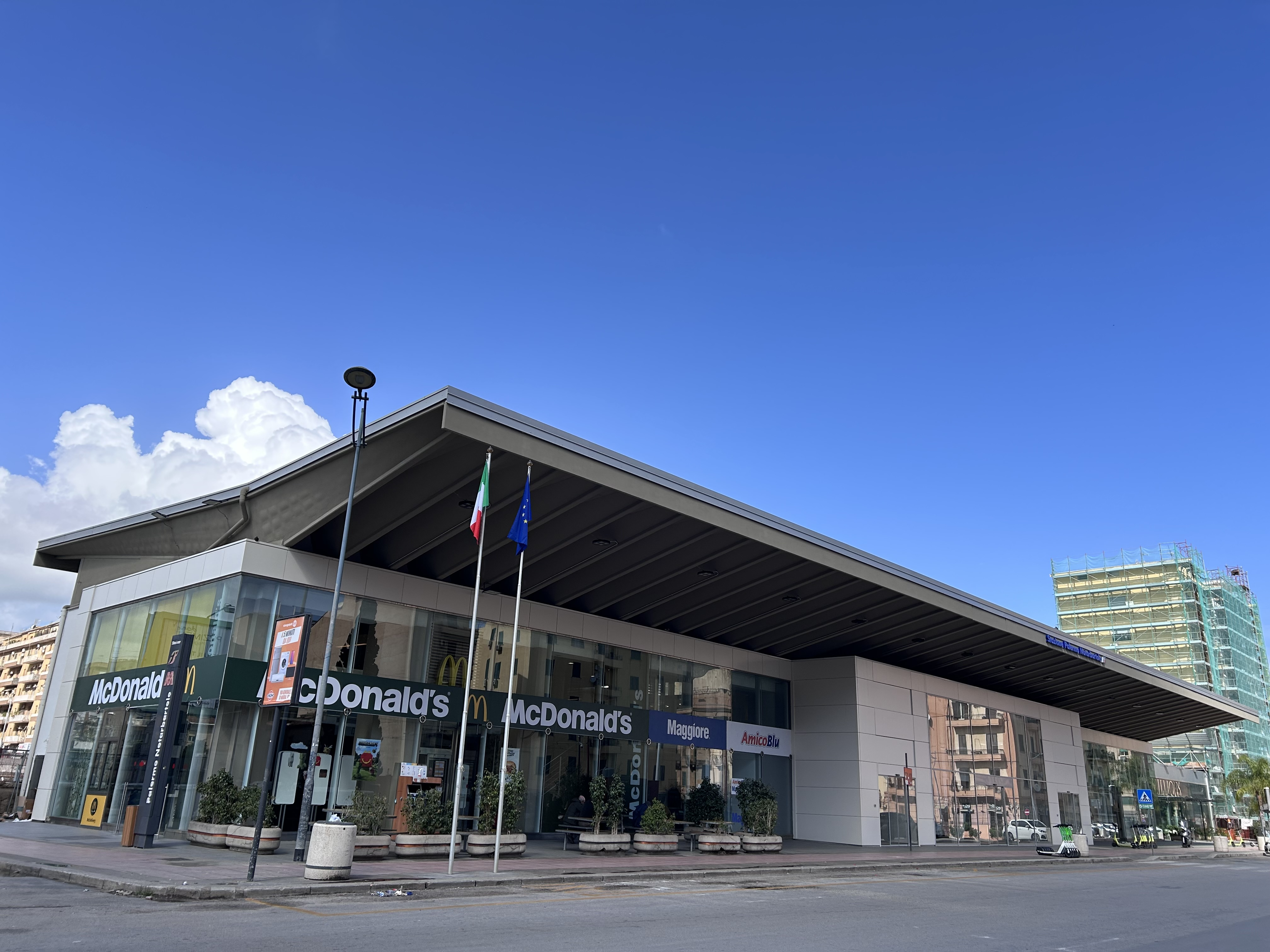
La stazione di Palermo Notarbartolo

Dalla Stazione di Palermo Notarbartolo la linea torna a essere a doppio binario proseguendo all'interno del comune di Palermo in gran parte in galleria e in trincea, con le fermate di De Gasperi, Francia, San Lorenzo, La Malfa, Cardillo, Tommaso Natale e Sferracavallo.
La prima stazione che la linea incontra uscendo dal comune di Palermo è Isola delle Femmine, a servizio dell'omonimo comune. Segue la stazione di Capaci, una fermata ferroviaria sotterranea a servizio del comune di Capaci, aperta ufficialmente il 28 novembre 2021, che ha sostituito la precedente stazione di Capaci, istituita nel 1880 e soppressa nel 2015.
Seguono le stazione di Carini Torre Ciachea, a servizio dell'omonima località del comune di Carini, la stazione di Carini, a servizio dell'omonima città e, dopo la variante di tracciato realizzata nel 2000, con untratti di oltre 1300 metri in galleria, la linea raggiunge la stazione di Piraineto, una stazione ferroviaria di diramazione che serve l'omonima località di Piraineto, frazione del comune di Carini, che costituisce il punto d'origine della diramazione per Palermo Aeroporto.

#### Diramazione Piraineto-Aeroporto Punta Raisi
La stazione di Piraineto, costruita in trincea, venne attivata nell'estate 2000, in previsione dell'apertura della diramazione per Punta Raisi.

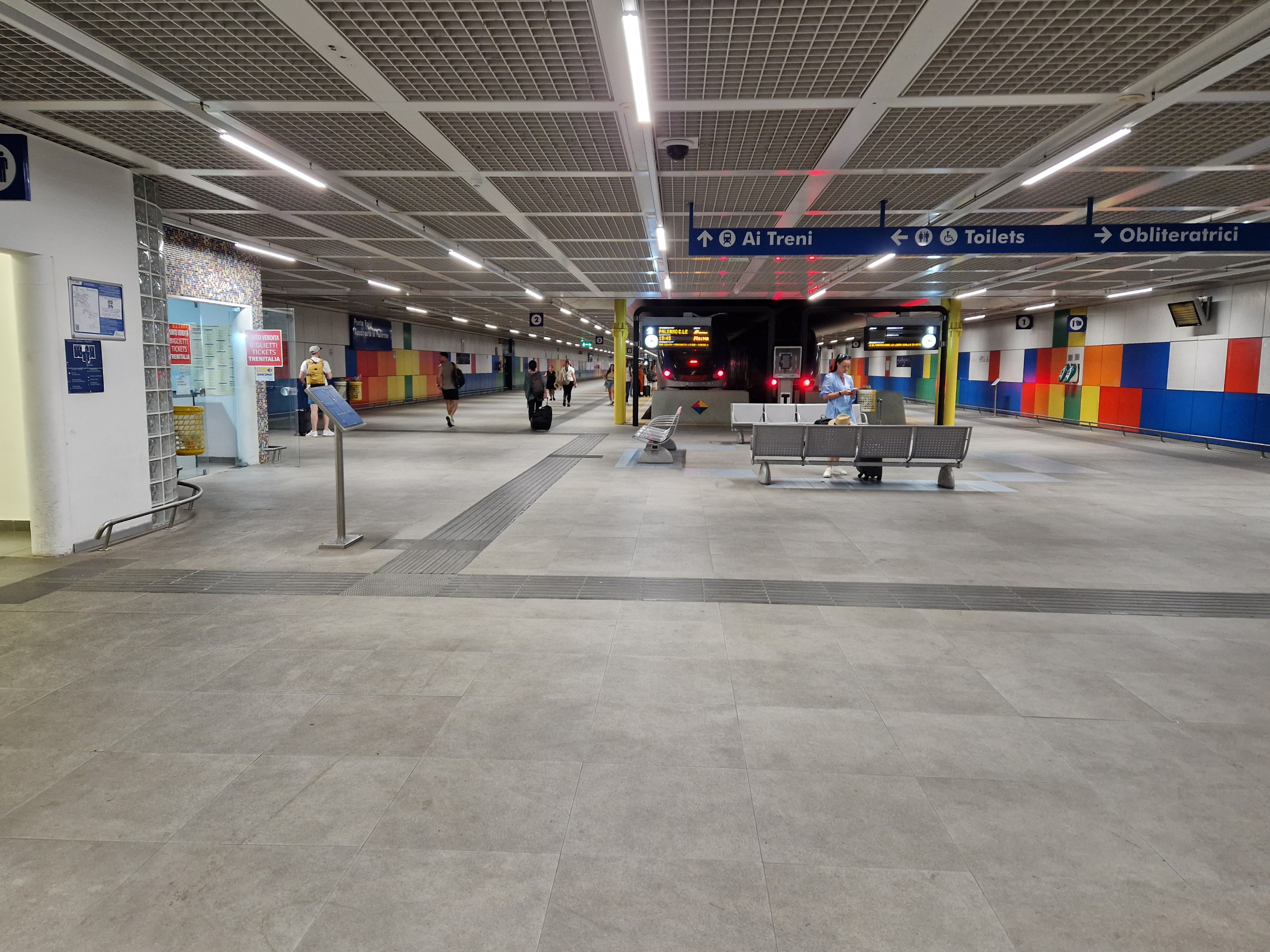
Vista dei binari di testa 1 e 2 della stazione di Palermo Aeroporto

La linea, proveniente da Palermo, è a doppio binario e dopo avere attraversato uma galleria lunga poco più di 1300 metri incontra l'unica stazione intermedia presente sulla diramazione, la stazione di Orsa, detta anche di Tonnara Orsa, una fermata ferroviaria nel comune di Cinisi, a servizio della località di Torre della Tonnara dell'Ursa. 
La fermata di Orsa venne attivata formalmente il 31 luglio 2003, ma mai entrata in effettivo servizio e venne effettivamente attivata l'11 settembre 2023, dopo 20 anni dalla sua costruzione. Superata la fermata di Orsa, dopo poco più di un chilometro viene raggiunta la stazione di Palermo Aeroporto, capolinea della breve diramazione, che serve l'aeroporto di Palermo-Punta Raisi. La stazione di Palermo Aeroporto, che si trova all'interno del territorio comunale di Cinisi, originariamente denominata Stazione di Punta Raisi, venne attivata nell'ottobre 2001, contemporaneamente alla diramazione ferroviaria che la collega alla stazione di Piraineto, ed è stata oggetto di riqualificazione dal 29 giugno 2015 al 7 ottobre 2018, periodo nel quale venne sospesa la circolazione tra la stazione di Palermo Notarbartolo e Punta Raisi per lavori di potenziamento infrastrutturale riguardanti il passante ferroviario di Palermo.
La stazione, ridenominata Palermo Aeroporto il 3 dicembre 2023, si trova completamente sotto il livello stradale, l'ingresso unico avviene attraverso l'aerostazione della quale rappresenta il livello -1, ed è composta da tre binari. 

#### Piraineto-Alcamo Diramazione
La stazione di Piraineto, costruita in trincea, è dotata di tre binari di cui il primo e il secondo proseguono verso Punta Raisi, mentre il terzo rappresenta la prosecuzione della linea verso Trapani. 

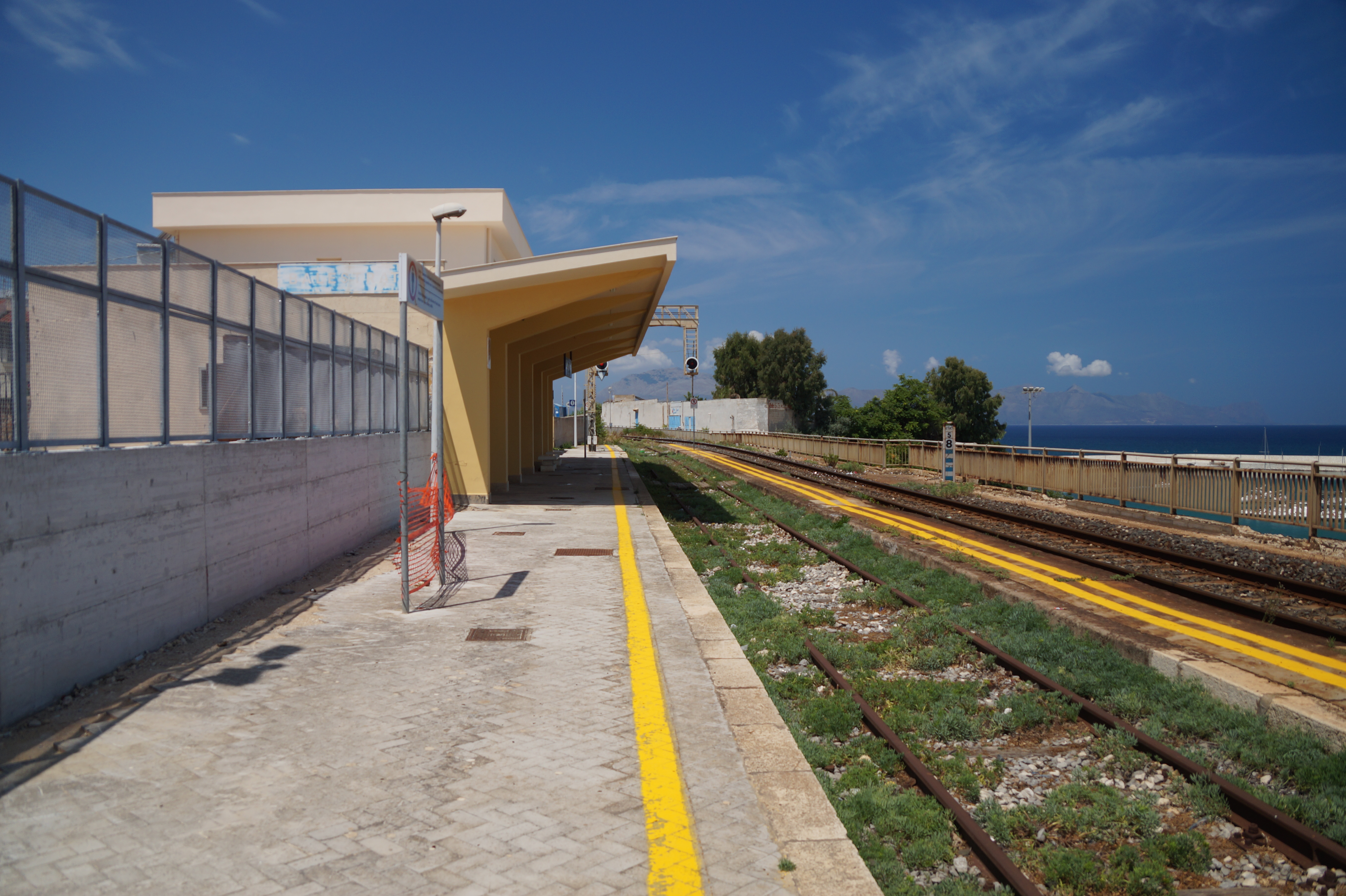
La stazione di Balestrate, ultima stazione della città metropolitana di Palermo

La linea da Piraineto prosegue a binario unico. La prima stazione che incontra è Cinisi-Terrasini, dove termina l'elettrificazione della linea. La stazione è ubicata nel comune di Terrasini e a servizio delle località di Cinisi e di Terrasini. La linea prosegue verso l'interno, passando per la stazione ormai dismessa di Lo Zucco-Montelepre e, dopo aver superato il torrente Nocella con un ponte dall'inconsueta struttura mista pietra-ferro, con una splendida travata metallica d'epoca, raggiunge la stazione di Partinico, a servizio dell'omonimo comune.
Lasciato l'importante centro agricolo di Partinico, la linea si dirige nuovamente verso la costa tirrenica dove incontra le stazioni di Trappeto, a servizio dell'omonimo comune, e di Balestrate, a servizio della località di Balestrate, ultima stazione della città metropolitana di Palermo.
La linea ferroviaria, entrata nella provincia di Trapani la prima stazione che incontra è Castellammare del Golfo, sita nel territorio comunale di Alcamo, a servizio delle località di Castellammare del Golfo e Alcamo Marina, prima di raggiungere la stazione di Alcamo Diramazione, sita nel comune di Calatafimi Segesta e raggiungibile da Alcamo da cui è distante 8,8 km, attraverso la Strada statale 113 e la Strada statale 733.
Dalla stazione di Alcamo Diramazione la linea prosegue per Trapani in via diretta attraverso via Milo, e con un percorso più lungo attraverso via Castelvetrano, servendo gli importanti centri di Castelvetrano, Mazara del Vallo e Marsala.

#### Alcamo Diramazione-Trapani (via Milo)
La tratta da Alcamo Diramazione a Trapani, entrata in esercizio il 15 settembre 1937, fu chiusa al traffico dei treni il 25 febbraio 2013 in seguito ad alcuni smottamenti franosi tra il Km 92 e il 93 con la caduta sui binari di circa 40 metri cubi di detriti, franati da un terrapieno a causa del maltempo. È in attesa dei lavori di ripristino.

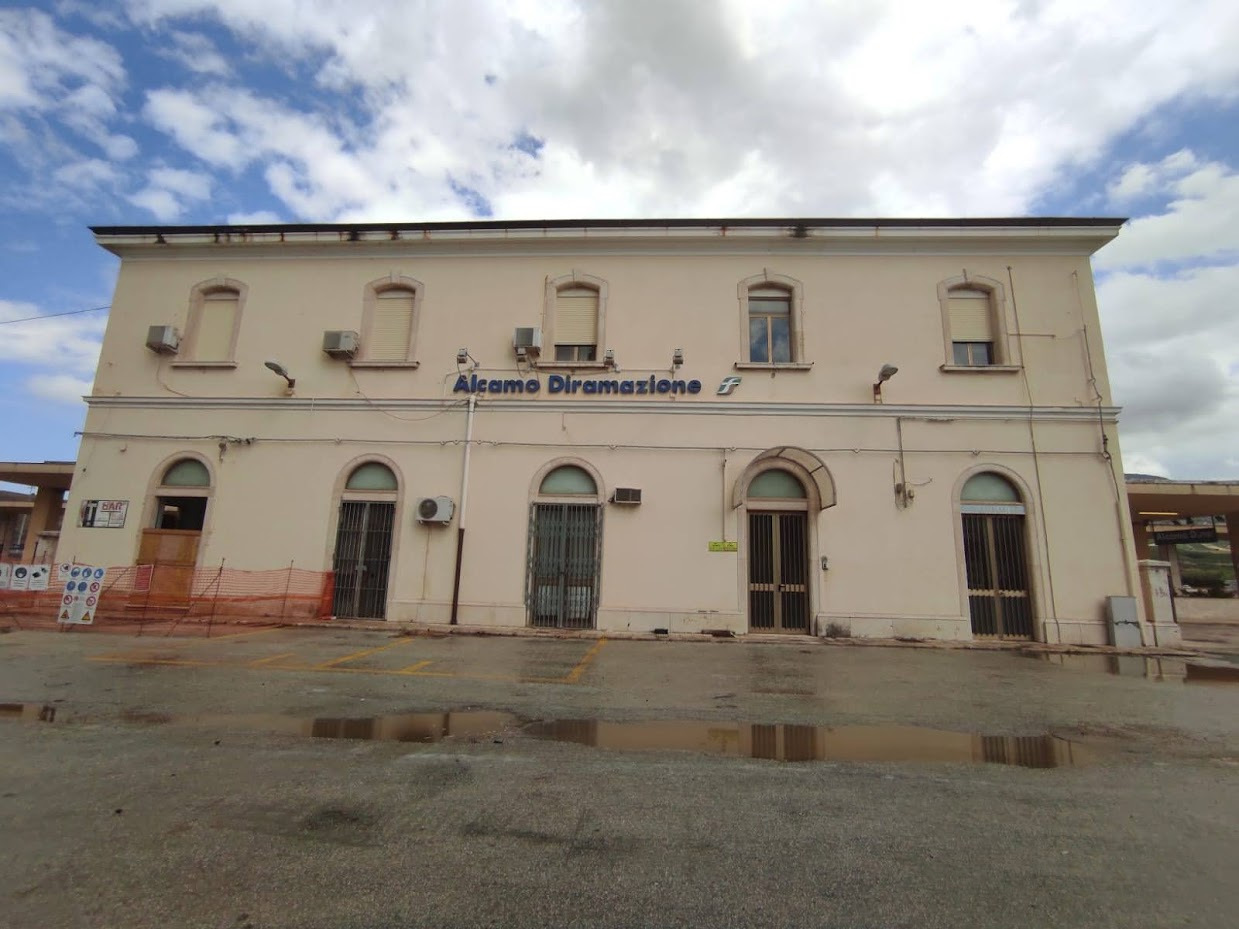
Il fabbricato viaggiatori della stazione di Alcamo Diramazione

Ancora prima della chiusura le stazioni della tratta erano state chiuse o riclassificate come posto movimento, ad eccezione della stazione di Calatafimi e della fermata di Segesta Tempio, entrambe nel comune di Calatafimi Segesta.
La linea in questa tratta corre quasi parallelamente alla Strada statale 113 e alla diramazione dell'Autostrada A29, che sottopassa più volte.
Le fasi per la determinazione della scelta del tracciato della via Milo sono state laboriose e controverse. 
La scelta del tracciato ha visto scartare altre due ipotesi a nord e a sud del tracciato attuale.
La tratta è caratterizzata da pendenze non superiori al 17‰ ridotte in curva ed in galleria in modo da ottenere un profilo di uniforme resistenza; il raggio minimo delle curve è fissato a 500 metri. La linea presenta centocinquantadue manufatti di luce minore di dieci metri e tredici opere d’arte maggiori; tra queste, vanno ricordati i viadotti per l’attraversamento del fiume Kaggera, costituiti da sedici e undici arcate di 15 metri, e il viadotto sul vallone del torrente Binuara di dodici arcate. Numerose e rilevanti sono le opere di sostegno e consolidamento richieste dalla natura accidentata e difficile del terreno su cui si svolge gran parte del tracciato.
Procedendo dalla stazione di Alcamo Diramazione la sede ferroviaria sovrappassa con un viadotto una prima volta la strada statale 113 mantenendosi per un tratto parallela ad essa e riattraversandola con una breve galleria in corrispondenza del km 3+500 e successivamente, dopo una seconda galleria e aver superato il fiume Kaggera in prossimità delle sorgenti sulfuree di Ponte Bagni con un viadotto a sette arcate di quindici metri ciascuna, dopo alcune centinaia di metri raggiunge la stazione di Calatafimi, entrata in servizio il 15 settembre 1937, e denominata Stazione di Kaggera precedentemente all'entrata in servizio; la stazione doveva essere il capolinea della ferrovia a scartamento ridotto Salemi-Kaggera, prolungamento della linea Santa Ninfa-Salemi. La linea era stata progettata per collegare direttamente i comuni della Valle del Belice con Trapani, evitando il lungo giro costiero via Mazara del Vallo e Marsala, ma il progetto, iniziato troppo in ritardo, verso il 1930, non fu realizzato interamente; nell'ottobre del 1935 venne aperto all'esercizio solo il breve tratto di 10 km tra Santa Ninfa e Salemi, mentre il tratto successivo fino a Calatafimi, seppur parzialmente realizzato, non venne mai del tutto armato e rimase abbandonato.
Lasciata la stazione di Calatafimi, dopo avere attraversato ancora una volta la strada statale ed il Kaggera con in viadotto ad undici arcate, la linea imbocca la galleria del monte Barbaro, la più lunga della tratta, lunga oltre 1600 metri, che sottopassando il Teatro greco di Segesta e dopo una serie di curve raggiunge la fermata di Segesta Tempio, ubicata nei pressi dell'area archeologica a solo un chilometro e mezzo dal Tempio e dal Teatro antico, ai quali si può arrivare facilmente con una comoda strada di accesso. La fermata nel 2015 è stata capolinea di un treno storico organizzato dal Rotary Club di Palermo per una gita all'area archeologica di Segesta..
Da qui, il tracciato volge a Ovest raggiungendo la quota massima nella stazione di Bruca (287 m s.l.m.), da dove inizia la discesa verso Trapani; la stazione, entrata in servizio il 15 settembre 1937, all'attivazione della tratta ferroviaria da Alcamo Diramazione a Trapani al servizio del centro abitato di Bruca, frazione del comune di Buseto Palizzolo è stata declassata a posto di movimento con il cambio orario del 15 dicembre 2002.
Superata la stazione di Bruca, la linea entra nella galleria omonima, preceduta da una lunga e profonda trincea di consolidamento e raggiunge la stazione di Ummari al servizio del centro abitato di Ummari, frazione del comune di Trapani, entrata in servizio all'attivazione della tratta ferroviaria Alcamo Diramazione-Trapani, dopo che nel 2001 era stata declassata a fermata, venne dismessa l'anno successivo. 
Al km 27+213 la linea incontra il viadotto a dodici arcate sul vallone del torrente Binuara, una delle opere d’arte più importanti e maestose dell’intera tratta e proseguendo incontra stazione di Fulgatore, che serviva il centro abitato di Fulgatore, frazione del comune di Trapani, entrata in servizio il 15 settembre 1937, all'attivazione della tratta e declassata a posto di movimento con il cambio orario del 15 dicembre 2002.
Dopo la stazione di Fulgatore, la linea supera con un sottovia la strada statale per Trapani e a breve distanza da essa attraversa il contrafforte Canalotto con una galleria lunga 670 metri raggiungendo la stazione di Dattilo-Napola, che serviva le località di Dattilo, frazione del comune di Paceco e di Napola, frazione del comune di Erice, entrata in servizio il 15 settembre 1937, all'attivazione della tratta, con il nome di “Erice-Napola” e definitivamente soppressa nel 2002.
Superata poi la successiva stazione di Milo, che serviva il centro abitato di Milo, frazione del comune di Trapani, entrata in servizio il 15 settembre 1937, all'attivazione della tratta e declassata a posto di movimento con il cambio orario del 15 dicembre 2002, il tracciato attraversa il torrente Lenzi con viadotto obliquo a tre luci e la strada Trapani-Marsala con cavalcavia, superato il quale confluisce, proprio sotto il raccordo autostradale Alcamo-Trapani nella linea proveniente da Castelvetrano e costeggiando la rotabile per Marsala la linea raggiunge la stazione di Trapani.

#### Alcamo Diramazione-Trapani (via Castelvetrano)
Con la chiusura al traffico della linea via Milo per raggiungere Trapani la linea segue il percorso antecedente al 1937.
La linea fino a Mazara del Vallo corre quasi parallelamente all'Autostrada A29 per poi correre lungo la costa sudoccidentale della Sicilia quasi affiancata alla Strada statale 115 fino a Marsala e alla Strada provinciale 21 da Marsala a Trapani. 
Lasciata la stazione di Alcamo Diramazione la linea dirigendo verso sud incrocia la vecchia stazione di Alcamo oggi dismessa. La stazione, il cui fabbricato è ancora in discrete condizioni, era ubicata in contrada Vivignato nel comune di Calatafimi ed era raggiungibile da Alcamo da cui era distante 8 km, attraverso la Strada statale 119 e la Strada provinciale 11. La stazione, entrata in funzione il 5 giugno 1881 con l'apertura della tratta Castellammare del Golfo-Castelvetrano, fino all'inizio degli anni trenta era anche al servizio dell'adiacente Baglio Florio, dove arrivavano le uve, e dove venivano svolte le prime fasi della produzione del vino che veniva poi inviavato a Marsala tramite strada ferrata per il lungo affinamento finale e la commercializzazione; un binario della stazione era dotato di uno snodo ferroviario, ancora oggi presente, proprio davanti all'ingresso con un binario che entrava all'interno del baglio in modo che i carri potessero essere caricati direttamente nel magazzino.
Seguono la stazione di Gallitello, sita in aperta campagna, nel territorio comunale di Calatafimi Segesta e declassata a Posto di movimento e la stazione di Salemi-Gibellina, sita alla periferia del centro abitato di Gibellina Nuova e a servizio anche del comune di Salemi dal quale dista circa 8,4 Km, raggiungibile tramite la Strada statale 188. Dalle stazione si diramavano le linee per Santa Ninfa e per Kaggera, quest'ultima mai completata. La stazione fino al 1922 era denominata "Santa Ninfa-Salemi"; in tale anno, per evitare confusione con la stazione di Santa Ninfa della linea Castelvetrano-Burgio, assunse la nuova denominazione di "Salemi", successivamente mutata in "Salemi-Gibellina", quamdo, dopo che il terremoto del Belice del 1968 aveva distrutto Gibellina, nuova Gibellina venne riedificata una ventina di chilometri più a valle sul territorio del comune di Salemi in contrada Salinella.

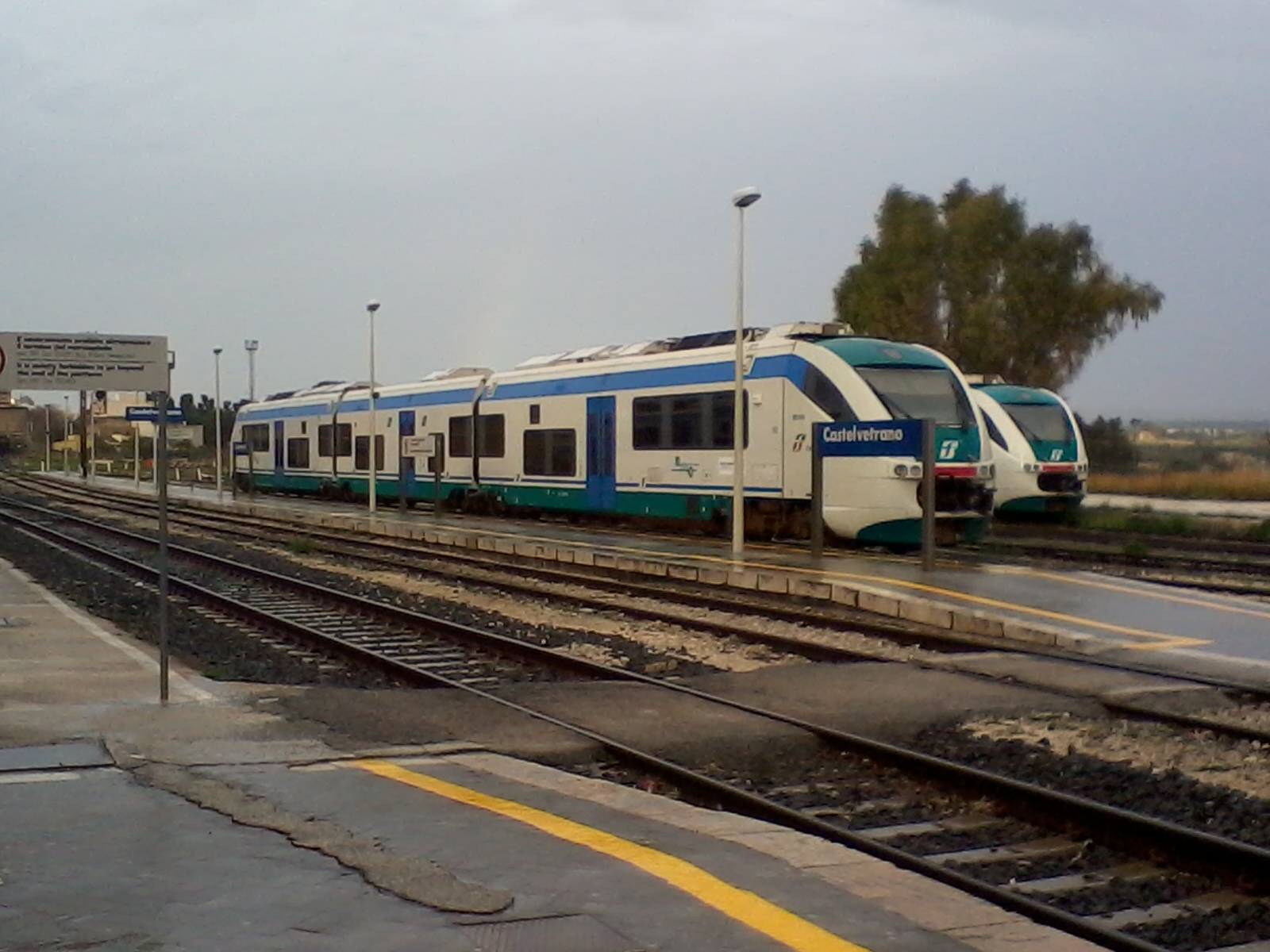
Minuetto di Trenitalia a Castelvetrano

Procedendo verso sud la linea raggiunge stazione di Castelvetrano, al servizio dell'omonima città  e stazione di diramazione fino alla loro chiusura delle linee a scartamento ridotto Castelvetrano-San Carlo-Burgio, chiusa nel 1968, e Castelvetrano-Porto Empedocle, chiusa nel 1985.
Proseguendo sempre in direzione verso sud si incontrano le stazioni di Campobello di Mazara, al servizio dell'omonimo comune, e di San Nicola di Mazara, oggi declassata a posto di movimento, sita in aperta campagna, nel territorio comunale di Mazara del Vallo e raggiunge la costa meridionale della Sicilia a Mazara del Vallo.

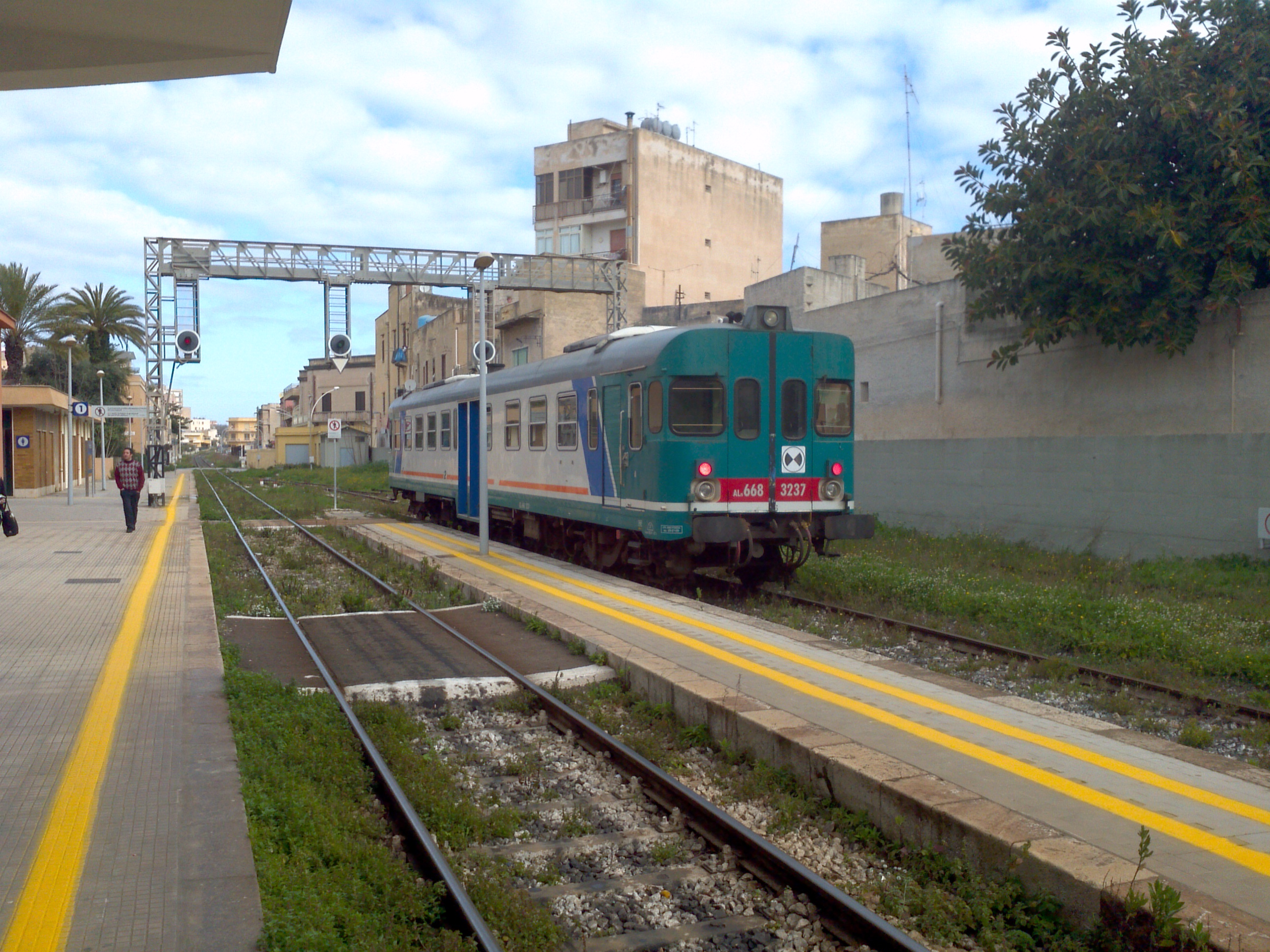
Automotrice ALn 668.3237 in partenza dalla stazione di Marsala

Dalla stazione di Mazara del Vallo correndo lungo la costa affacciata sul Mediterraneo la linea raggiunge la stazione di Petrosino-Strasatti al servizio del comune di Petrosino e della limitrofa Strasatti, frazione del comune di Marsala, cui segue la fermata impresenziata di Terrenove, dotata del solo binario di corsa e sprovvista di segnalamento, al servizio del centro abitato di Terrenove, altra frazione del comune di Marsala prima di raggiungere il capoluogo comunale nella stazione di Marsala, che nel 2011, in occasione del 150º anniversario dell'Unità d'Italia, ha accolto il Presidente della Repubblica Giorgio Napolitano, in visita alla città che, con lo Sbarco dei Mille fu protagonista del Risorgimento italiano.
Da Marsala a Trapani la linea corre quasi affiancata alla Strada statale 115 e quasi parallelamente alla Strada statale 115 e alla strada a scorrimento veloce Trapani-Marsala, passando per la fermata impresenziata di Spagnuola, dotata del solo binario di corsa e sprovvista di segnalamento, al servizio del centro abitato di Spagnola, frazione del comune di Marsala e la stazione di Mozia-Birgi, precedentemente nota come Ragattisi,  dal nome della località di Ragattisi, nel territorio comunale di Marsala, al servizio del centro abitato di Birgi e distante pochi chilometri dall'Aeroporto di Trapani-Birgi, dalla spiaggia di San Teodoro e dall'isola di Mozia.
La linea prosegue passando per la stazione di Marausa, al servizio dell'omonimo centro abitato, frazione del comune di Misiliscemi, per la dismessa stazione di Salina Grande, e la stazione di Paceco, al servizio dell'omonimo centro abitato, e dopo la confluenza, proprio sotto il raccordo autostradale Alcamo-Trapani, della linea proveniente da Alcamo-Milo, raggiunge infine Trapani.

## Materiale rotabile
Essendo questa linea non elettrificata hanno primeggiato le automotrici: in origine la Aln 56 poi le 772 e le 990; in seguito i gruppi più obsoleti hanno ceduto il posto alle ALn 668 e alle ALn 663. 

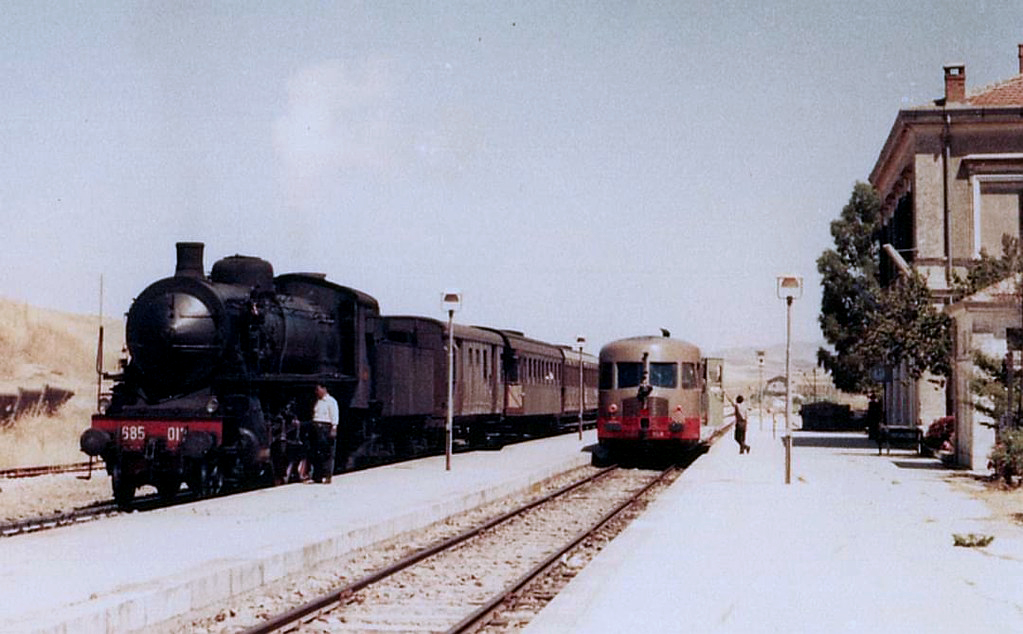
Incrocio nella stazione di Milo tra un treno passeggeri al traino di una locomotiva a vapore Gruppo 685 e un'automotrice ALn 772

Locomotiva D343 in testa al treno locale 9973 (Palermo)-Alcamo Diramazione-Trapani tra Alcamo e Gallitello

Le locomotive erano destinate al traino dei treni merci e dei treni passeggeri composti con materiale ordinario; in origine vaporiere Gr 625 e Gr. 685 sostituite in seguito dalle locomotive diesel D.343, D.443, D.445. 
Su ambedue le linee hanno circolato vari tipi di rotabili e locomotive:
- Automotrice FS ALn 56
- Locomotiva FS 625
- Locomotiva FS 685
- Automotrice FS ALn 772
- Automotrice FS ALn 990
- Locomotiva FS D.343
- Locomotiva FS D.443
- Locomotiva FS D.445
- Automotrice FS ALn 663
- Automotrice FS ALn 668

Alcuni rotabili che hanno circolato nel passato vengono utilizzati per treni storici.
In uso:
Alla metà degli anni 2000 sono entrati in servizio i convogli ALe/ALn 501-ALe/ALn 502, soprannominati Minuetto nella versione Diesel e le relative evoluzioni:
- ALe/ALn 501-502 Minuetto
- ETR 425 Jazz
- ETR 104 Pop

I convogli Jazz e Pop vengono usati esclusivamente nella tratta da Palermo all'Aeroporto di Punta Raisi.